# Tlapka
Tlapka je označení pro měkkou plochu podobnou chodidlu, na kterou našlapují některé druhy savců. Jeden živočich má zpravidla celkem čtyři tlapky, vždy jednu tlapku na každé končetině. Tlapky jsou poměrně namáhanou součástí těla savců, protože jim umožňují chodit, běhat, skákat a vykonávat celou řadu dalších pohybů. Jsou tedy zásadní pro koordinaci a stabilitu pohybu, tlumí nárazy a chrání klouby a kosti v těle.  
Tlapky jednotlivých živočichů se od sebe liší jak velikostí, tak tvarem; součástí každé z nich jsou však drápy, polštářek a klouby. Tlapky mají tenkou, pigmentovanou, keratinovou pokožku, která pokrývá podkožní tkáň obsahující kolagen a tukovou tkáň, která utváří polštářek tlapky. Ty poté zvíře chrání před příliš vysokými či nízkými teplotami a před zraněním.